# スーパースター (デラニー&ボニーの曲)
「スーパースター」（Superstar）は、デラニー&ボニー・アンド・フレンズが1969年に発表した楽曲。作詞・作曲はレオン・ラッセルとボニー・ブラムレットで、オリジナル・ヴァージョンの正式タイトルは"Groupie (Superstar)"。ラッセルが1970年に参加したジョー・コッカーのアメリカ・ツアーで取り上げられ、ライヴ・アルバム『マッド・ドッグス&イングリッシュメン』（1970年）に収録された際に"Superstar"と改名された。
1971年にはカーペンターズによるカヴァー・ヴァージョンが世界的にヒットした。その後もルーサー・ヴァンドロス等、多くのアーティストに歌い継がれている。

## 解説
本曲は1969年にデラニー&ボニー・アンド・フレンズ・フィーチャーリング・エリック・クラプトン名義のシングル『カミン・ホーム』のB面曲として発表された。ロック・ギタリストへの恋心を募らせるグルーピーを歌った歌詞で、ボニー・ブラムレットがリード・ボーカル、当時デラニー&ボニー・アンド・フレンズのメンバーだったエリック・クラプトンがギターを担当した。サビの部分ではゴスペルのコール・アンド・レスポンスが取り入れられている。
シングル発表後、デラニー&ボニー・アンド・フレンズのアルバムにはしばらく収録されなかった。1971年にカーペンターズのヴァージョンが"Superstar"の曲名でヒットした（下記参照）後、最後のアルバム『D&Bトゥゲザー』（1972年）にシングルと同様に"Groupie (Superstar)"の曲名で、A面曲だった「カミン・ホーム」と共に収録された。ソニー・ミュージックエンタテインメントからリリースされた日本盤CDでは「スーパースター」とされている。

## カヴァー

### リタ・クーリッジ・ヴァージョン
デラニー&ボニー・アンド・フレンズのメンバーだったリタ・クーリッジは、同曲の作者の一人ラッセルと共に1970年にジョー・コッカーのアメリカ・ツアーに参加。彼女はバック・コーラスを担当したほか、ソロで同曲を歌った。
同年3月末にニューヨークのフィルモア・イーストで収録された音源がコッカー初のライヴ・アルバム『マッド・ドッグス&イングリッシュメン』（1970年）で発表され、彼女のソロも"Superstar"の曲名で収録された。
彼女のベスト・アルバム『The Best of Rita Coolidge: The Millennium Collection』（2000年）にも収録されている。

### カーペンターズ・ヴァージョン
カーペンターズのリチャード・カーペンターはテレビ番組『トゥナイト・ショウ』でベット・ミドラーが同曲を歌うのを見て、妹のカレンにぴったりの曲だと思って取り上げることにした。ただし歌詞の一部は変更されている。仮歌での彼女の歌唱は完璧だったので、そのテイクがそのままレコード化され、"Superstar"の曲名でサード・アルバム『カーペンターズ』（1971年）に収録された。
シングル・カットされて本国アメリカでは2位に達し、カーペンターズにとって5曲目の全米トップ10シングルとなった。日本のオリコンでは7位となり、初めて日本でもトップ10入りを果たした。2007年には、映画『ゴーストライダー』のサウンドトラックで使用された。

### ルーサー・ヴァンドロス・ヴァージョン
ソロ・アルバムとしては3作目の『ビジー・ボディ』（1983年）に、アレサ・フランクリンが1973年に大ヒットさせた「待ちこがれて（Until You Come Back to Me (That's What I'm Gonna Do)）」のカヴァーとのメドレーとして収録された。翌年にシングル・カットされ、全米87位、R&Bチャートでは5位に達した。

### ソニック・ユース・ヴァージョン
ソニック・ユースによるカヴァーは、1994年に発売されたトリビュート・アルバム『イフ・アイ・ワー・ア・カーペンター〜カーペンターズに捧ぐ』に提供された。ノイズ・ミュージック的なアレンジがなされている。同ヴァージョンは、ベティー・サーヴァートによる「ふたりの誓い」のカヴァーをカップリング曲としたプロモーション用シングルも制作され、『ビルボード』誌のモダン・ロック・チャート（後のオルタナティヴ・チャート）で26位に達した。ドイツ盤CDシングルには、カーペンターズ・ヴァージョンの「スーパースター」と、マシュー・スウィートによる「あなたの影になりたい」をカップリング曲として収録。
2007年には、映画『JUNO/ジュノ』のサウンドトラックで使用された。
同ヴァージョンについて、リチャード・カーペンターは2009年に「僕には良いか悪いかは言えない。ただ好きじゃないんだ」と語っている。

### その他のカヴァー
- シェール - 1970年のシングル
- ベット・ミドラー - デビュー・アルバム『The Divine Miss M』（1972年）に収録。
- 尾崎紀世彦 - 『尾崎紀世彦 アルバムNo.5』（1972年）、『尾崎紀世彦の世界』（2007年）に収録。
- 森山良子 - 『旅立ち/森山良子1972〜RYOKO NOW』（1972年）
- アグネス・チャン - 『ひなげしの花』（1973年）
- 夏木マリ - 『夏木マリ・ビッグ・ヒットを歌う』（1974年/96年CD再発）
- デヴィッド・スピノザ - 『スピノザ』（1978年）
- 今井美樹 - 『fiesta』（1988年）
- デイヴィッド・サンボーン - 『パールズ』（1995年）
- 浪花花憐 - 大阪弁直訳カバーアルバム『涙の工務店』。「スーパースター」は「好きやったあんた」として収録（1996年）。
- 中谷美紀 - 『cure』（1997年）
- ケイコ・リー - 『ローマからの手紙』（2000年）
- ボニー・ブラムレット - ソロ・アルバム『I'm Still the Same』（2002年）
- ルーベン・スタッダード - 『ソウルフル』（2003年）
- ミー・ファースト・アンド・ザ・ギミー・ギミーズ - 『Ruin Jonny's Bar Mitzvah』（2004年、ライヴ・アルバム）
- アッシャー - トリビュート・アルバム『ソー・アメイジング〜オールスター・トリビュート・トゥ・ルーサー・ヴァンドロス』（2005年）
- エリック・マーティン - 『MR. VOCALIST2』（2009年）
- BENI - トリビュート・アルバム『イエスタデイ・ワンス・モア〜TRIBUTE TO THE CARPENTERS〜』（2009年）
- NICOTINE - カーペンターズ楽曲のカバーアルバム『GOD SAVE THE CARPENTERS』（2009年）